# Луиза Юлиана фон Ербах
Луиза Юлиана фон Ербах (на немски: Louise Juliane zu Erbach; * 18 юни 1603 в дворец Фюрстенау при Михелщат; † 28 септември 1670 във Фридевалд) е графиня от Ербах и чрез женитба графиня на Сайн-Витгенщайн-Сайн. Тя управлява графството известно време като опекун.
Тя е дъщеря на граф Георг III фон Ербах (1548 – 1605) и четвъртата му съпруга графиня Мария фон Барби-Мюлинген (1563 – 1619), вдовица на граф Йосиас I фон Валдек. Полусестра е на граф Кристиан фон Валдек-Вилдунген (1585 – 1637).
Луиза Юлиана се омъжва на 19 януари 1624 г. за граф Ернст фон Сайн-Витгенщайн (* 26 август 1594; † 22 май 1632). Той е син на граф Вилхелм II (III) фон Сайн-Витгенщайн-Хахенбург (1569 – 1623) и първата му съпруга Анна Елизабет фон Сайн (1572 – 1608), дъщеря на граф Херман фон Сайн и графиня Елизабет фон Ербах.  Баща му основава новата линия „Сайн-Витгенщайн-Сайн“. От втория брак на Вилхелм III с Анна Отилия фон Насау-Вайлбург (1582 – 1635), дъщеря на граф Албрехт фон Насау-Вайлбург, произлизат други три сина (Вилхелм Филип, Лудвиг Алберт и Христиан), които искат след смъртта на нейния син, наследственият граф Лудвиг, през 1636 г. ѝ оспорват наследството.
Те живеят в дворец Хахенбург. Граф Ернст умира на 32 години и в завещанието си дава на Луиза Юлиана регентсвото за малолетния си син Лудвиг и определя в случай за преждевременна смърт на наследствения граф, че двете му дъщери трябва да наследят графството. Двете ѝ дъщери наследяват графството през 1636 г. и го разделят през 1652 г. Така се образува Графство Сайн-Хахенбург управлявано от Ернестина фон Сайн-Витгенщайн-Сайн и Графство Сайн-Алтенкирхен, управлявано от Йоханета (Йохана) фон Сайн-Витгенщайн-Сайн.
Тя умира на 16 септември 1670 г. във Фридевалд и е погребана до нейния съпруг и нейния син в гробницата в дворцовата църква в Хахенбруг.

## Деца
Луиза Юлиана и граф Ернст фон Сайн-Витгенщайн-Сайн имат децата:
- Ернестина Салентина (1626 – 1661), омъжена на 13 октомври 1651 г. за граф Салентин Ернст фон Мандершайд-Бланкенхайм (1630 – 1705)
- Шарлота († 1629)
- Лудвиг (1628 – 1636)
- Луиза (1629)
- Мария Елизабет (1630 – 1631)
- Йоханета (Йохана) (1632 – 1701), омъжена I. на 27 септември 1647 г. за ландграф Йохан фон Хесен-Браубах (1609 – 1651), II. във Вохла на 29 май 1661 г. за херцог Йохан Георг I фон Саксония-Айзенах (1634 – 1686)